# Fristen (Bergbau)
Der Begriff Fristen stammt aus dem alten Bergrecht und wurde für eine Zeche verwendet, wenn diese zeitweise außer Betrieb genommen wurde. Eine in Fristen liegende Zeche wurde als Fristenzeche bezeichnet. Im Jahr 1863 waren in Preußen von 9124 Zechen 7117 Zechen in Fristen gestellt.

## Grundlagen
Im Bergbau war es früher vorgeschrieben, dass ein Muter nach der erfolgten Verleihung eines Grubenfeldes dieses bergmännisch bearbeiten musste, um die Verleihungsfähigkeit des Fundes, also die Bauwürdigkeit der Lagerstätte, sowie die Verbreitung des gemuteten Bodenschatzes weiter nachzuweisen. Er war außerdem durch das Berggesetz verpflichtet, das Bergwerk ununterbrochen zu betreiben und die Lagerstätte auszubeuten. Da dieses meist nicht vom Muter alleine durchgeführt werden konnte, stellte er einige Bergleute als Helfer ein. War ein Bergwerk an mehr als drei aufeinanderfolgenden Tagen nicht mit Bergleuten belegt, so war ein neuer Muter berechtigt, diese verlegene Grube neu zu muten. Nach einem gesetzlich bestimmten Zeitraum wurde dieses Bergwerk dann frei gefahren und fiel wieder ins Bergfreie. Dadurch verlor der alte Bergwerksbetreiber sein Anrecht an das Bergwerk. Damit ein Bergwerkstreibender nicht sein Bergwerkseigentum aufgrund widriger Umstände verlor, konnte er beim Bergamt beantragen, dass das Bergwerk in Fristen gesetzt wurde. Wurde ein Bergwerk in Fristen gesetzt, so nannte man dieses auch das Bergwerk in Fristen erhalten oder in Frist und Feder halten.

## Der Vorgang
Damit ein Bergbautreibender sein Bergwerk in Fristen setzen lassen konnte, musste zuvor der Schichtmeister dem Bergamt melden, dass die Arbeiten auf dem Bergwerk aus einem wichtigen Grund zeitlich befristet eingestellt werden. Bei einer in-Fristen-Setzung musste zusätzlich zu dem nun fälligen Quatembergeld auch eine Gebühr, das sogenannte Fristengeld, für jedes Quartal, welches das Bergwerk in Fristen lag, bezahlt werden. Je nach Bergbaurevier musste entweder das volle Quatembergeld oder nur der halbe Satz gezahlt werden. Außerdem hing die Höhe des Fristengeldes von der Größe des Grubenfeldes ab und war je nach Bergbaurevier unterschiedlich hoch. Zu dieser Zahlung musste sich der Bergwerksbesitzer dem Bergamt gegenüber verpflichten und dieses durch den Schichtmeister dem Bergmeister mitteilen. Konnte der Bergwerksbesitzer das Fristengeld nicht bezahlen, fiel das Bergwerk ins Bergfreie. Durch das in-Fristen-setzen wurde der Bergwerksbesitzer von der Pflicht entbunden, sein Bergwerk in Betrieb zu halten, ohne gleichzeitig auf seinen Besitz zu verzichten. Zechen, die in Fristen gesetzt waren, wurden in das Fristenbuch eingetragen. Die Dauer der Fristung war in der Regel unterschiedlich lang und konnte bis zu einem Jahr betragen. Konnte der Bergwerkseigentümer nach Ablauf der Fristung das Bergwerk nicht vorschriftsmäßig weiterführen, so fiel das Bergwerk ins Bergfreie. Wurde keine Fristung gewährt, so musste das in Fristen gesetzte Bergwerk binnen 4–8 Wochen wieder in Betrieb gesetzt werden, andernfalls fiel es ins Bergfreie. Für solche Fälle sah z. B. die Cleve-Märkische Bergordnung eine Befahrung durch einen Berggeschworenen und zwei Zeugen vor. Wurde durch diese Befahrung festgestellt und erwiesen, dass die Zeche innerhalb von vier Wochen nicht bauhaft gehalten werden konnte, wurde der Lehnträger der Zeche unter Androhung des Freimachens verwarnt. Sollte er danach den Anweisungen, die Zeche bauhaft zu machen, nicht nachkommen, wurde die Zeche nach einer weiteren Frist durch das Bergamt für bergfrei erklärt.

### Fristgründe
Das Berggesetz gestattete unter bestimmten Voraussetzungen das in-Fristen-setzen eines Bergwerks. Als Ursachen galten personelle und finanzielle Probleme, Streitigkeiten, sowie technische Probleme im Bergwerk. Bergwerke konnten in Fristen gesetzt werden, wenn es besondere Probleme mit der Bewetterung oder der Wasserhaltung gab, auch das erforderliche Abteufen von Lichtlöchern oder fehlendes Aufschlagwasser für die Maschinen wurden als Grund anerkannt. Als personelle Ursache wurde der Mangel an Arbeitern anerkannt. Auch Streit mit anderen Bergwerkstreibenden galt als Ursache für eine in-Fristen-Setzung. Aufgrund der schlechten Witterung im Winter konnte es zu hohen Kosten und zu Nachteilen für die Bergwerksbesitzer kommen und somit zu finanziellen Probleme führen, die als Gründe für eine Fristensetzung anerkannt wurden. Ob die angegebenen Gründe ausreichend waren, um ein Bergwerk in Fristen zu setzen, oblag der Entscheidung des Bergmeisters.
Die sächsische Bergordnung aus dem Jahre 1589 sah auch unter bestimmten Voraussetzungen für Zubußzechen vor, diese von Amts wegen in Fristen zu setzen. Lagen entweder alle oder mindestens der überwiegende Teil der Kuxe einer Zeche, die von mehreren Anteilseignern geführt wurden, im Retardat, so war eine Weiterführung dieser Zeche aus Kostengründen nicht sinnvoll.
In der Chursächsischen Bergordnung aus dem Jahre 1710 waren als Grund für eine Fristung auch kriegerische Überfälle auf den Landesherrn angegeben. Zwar waren Bergleute aufgrund der Bergfreiheit vom Kriegsdienst befreit, bei feindlichen Übergriffen auf den eigenen Landesherrn konnten sie jedoch ausnahmsweise zur Landesverteidigung herangezogen werden. Während dieser Zeit wurden die Bergwerke in Fristen gesetzt, bis die Gefahr abgewendet war.

### Fristenkündigung
Durch die Fristenkündigung wurde die Erlaubnis zur Betriebseinstellung wieder aufgehoben. Dies geschah entweder von Amts wegen, weil die Betriebshindernisse inzwischen weggefallen waren, oder auf Antrag eines Dritten. Erklärte sich ein anderer Bergwerkstreibender bereit, das in Fristen gesetzte Bergwerk trotz der Schwierigkeiten weiterzubetreiben, so wurde der Bergwerksbesitzer aufgefordert, das Bergwerk binnen einer bestimmten Frist wieder zu betreiben. Kam er dieser Aufforderung nicht nach, so wurde ihm das Bergwerkseigentum von Amts wegen aberkannt. Eine weitere Möglichkeit für eine Fristenkündigung war der Ablauf des als Frist gesetzten Zeitraums. Wurde eine Fristung wegen veränderter Umstände gekündigt, so musste das in Fristen gesetzte Bergwerk binnen 4–8 Wochen wieder in Betrieb genommen werden. Konnte der Bergwerksbetreiber das Bergwerk nicht wieder in Betrieb nehmen, fiel es ins Bergfreie.